# ثور المصارعة الإسباني

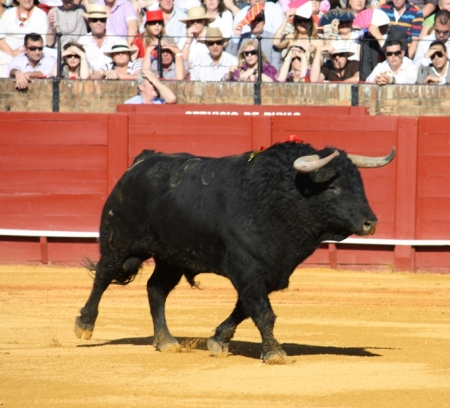
الثور الإسباني المُعارك وسط حلبة مصارعة الثيران في مدينة إشبيلية في أبريل 2009.

الثور الإسباني المُعارك (كاسم فاعل بضم الميم على وزن مُفاعل)  (بالإنجليزية: Spanish Fighting Bull)
(وبالإسبانية: Toro de lidia، حيث تتعدد أسماءه في القاموس الإسباني: Toro Bravo, toro de lidia, toro lidiado, ganado bravo, Touro de lide) وهو ماشية من البقر التي تعود أصولها إلى شبه الجزيرة الإيبيرية.
يتم تربيتها على نطاق واسع في مناطق بإسبانيا والبرتغال ثم فرنسا وبعض دول أمريكا اللاتينية حيث تقام مباريات قتال الثيران. يتم انتقاء الثيران المُعاركة في المقام الأول من مجموعات ذات خصائص معينة أثناء التزاوج والتكاثر، وتربيتها في مناطق معزولة عن رؤية البشر، من أجل الحفاظ على خصائصها الطبيعية البرية (انظر الصورة رقم1 على اليسار)، ومن هذه الميزات التي يتم انتقاء الثيران المُعاركة على أساسها في حلبات مصارعة الثيران هي الاندفاعية والعدوانية والطاقة والقوة والقدرة على التحمل.

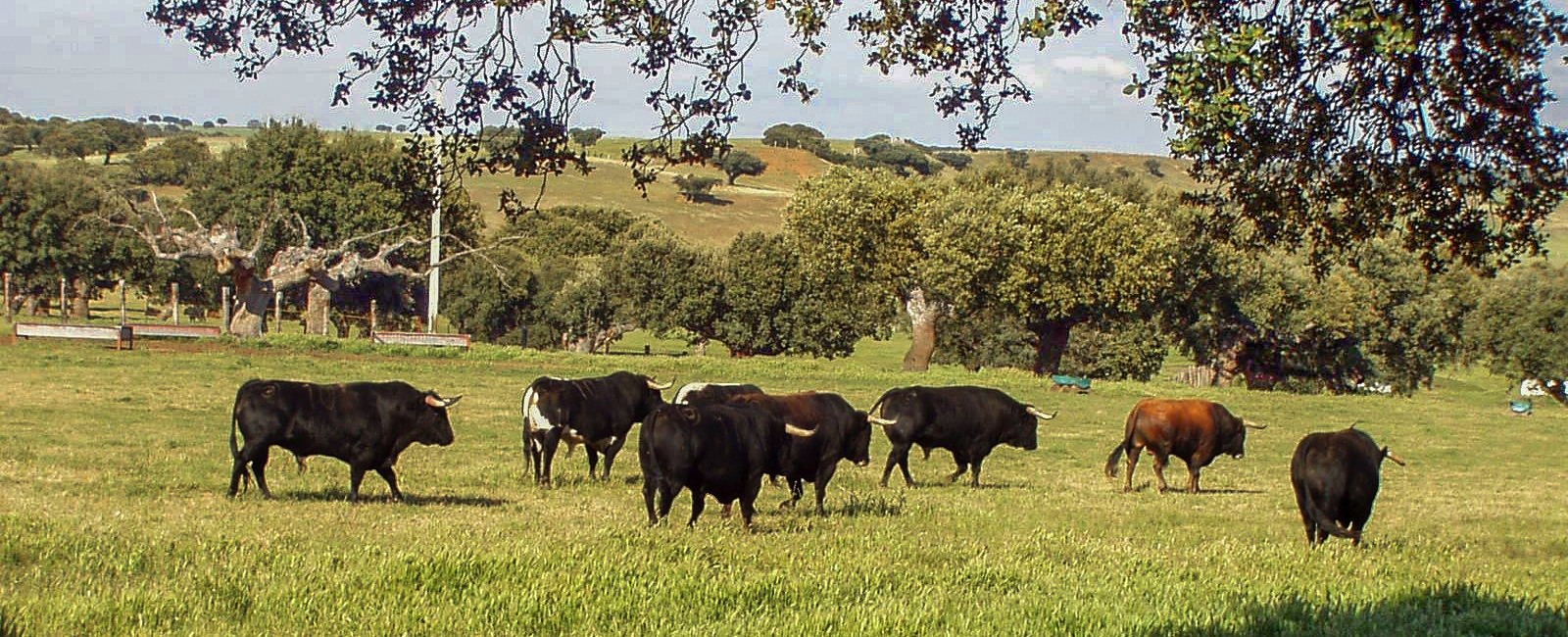
تربية الثيران الاسبانية المُعاركة بالقرب من شلمنقة Salamanca (الصورة رقم 1)

## الثور الإسباني المُعارك وحقوق الحيوان أمام أخلاقيات حقوق الإنسان

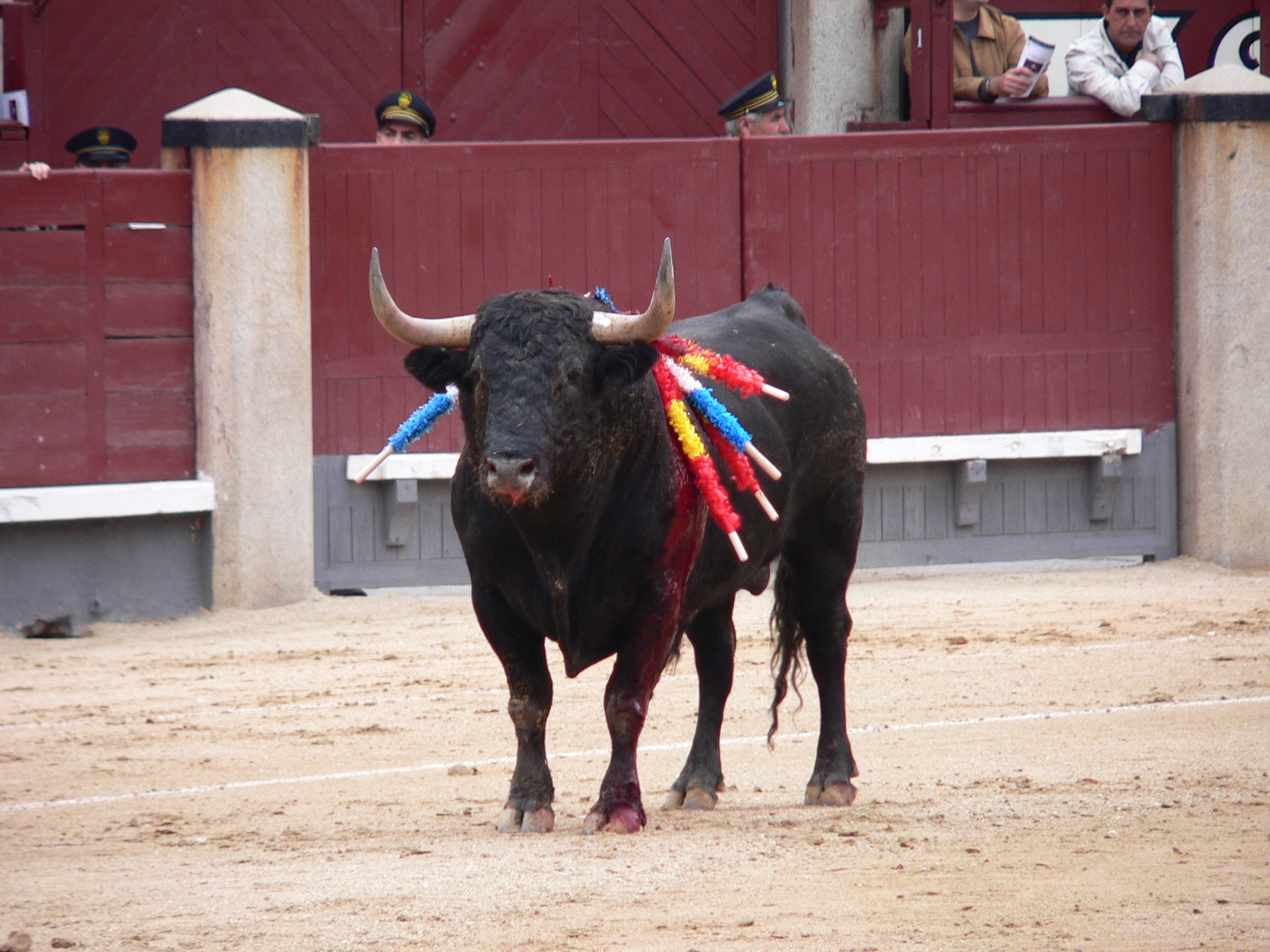
في منظر لا إنساني بشع، الثور الإسباني المُعارك في حالة إنهاك تام بعد غرس كل الأسهم في انتظار الإجهاز عليه بالسيف

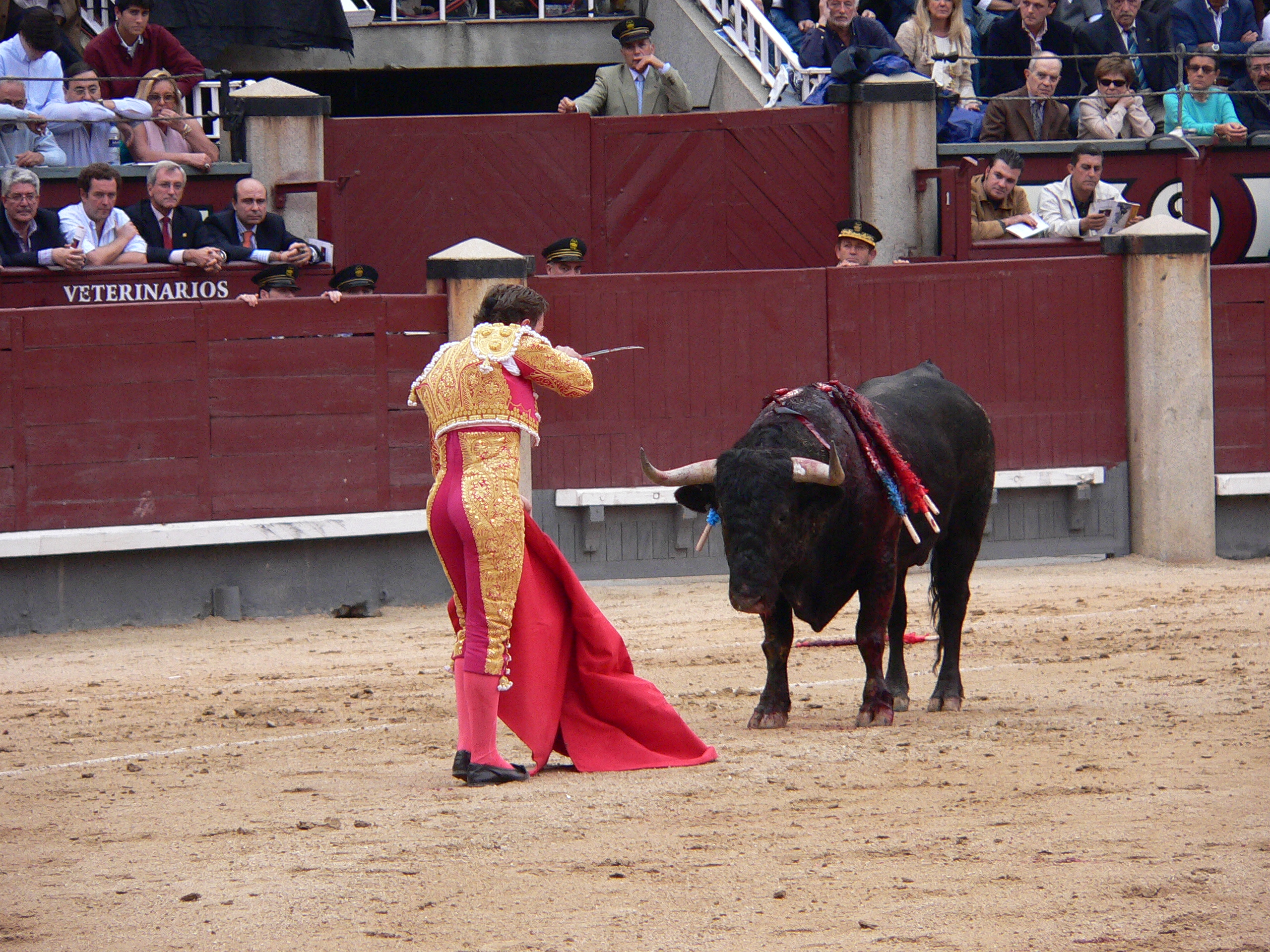
لحظة المواجهة بالسيف

تعتبر هذه الرياضة الأكثر انتقادا بالمطالبة بوقفها أو تغيير أسلوبها برفع القسوة والقتل ضد الثور، والمطالبة بسحب السهام من الحلبة التي يقوم المصارع بغرسها على ظهر الثور المُعارك، في صور بشعة جدا،
 تطالب هذه الأصوات المعارضة لهذه الرياضة التي تتخذ من تعذيب الثور في الحلبة بغرس تلك السعام الحادة على جسده بضرورة وقفها، أو ترقيتها إلى طريقة وأسلوب مقبول على طريقة رياضة مصارعة الثيران الأمريكية بكاليفورنيا.
ورياضة مصارعة الثور الإسباني المُعارك، هي رياضة من أخطر الرياضات على من يمارسونها، إذ أن المصارع لا تتوفر على جسده حماية كافية من قرون الثور التي تكون حادة لثور قوي ومفتول العضلات وضخم البنية، غالبا ما يكون هائجا بطبيعته نظرا لظروف وطريقة تربيته إذ يعيش معزولا عن البشر لاكتساب طبيعة برية تميل إلى التوحش والهجومية والعدوانية.
تبدأ مباريات المصارعة باستعراض المصارعين الراكبين والراجلين وكذلك المساعدين المترجلين الذين يساعدون المصارع في حال ظهرت الحاجة لتشتيت انتباه الثور عن المصارع. وما أن تنتهي المصارعة بمصرع الثور، تدخل البغال ويكون عددها حوالي 4 لجر الثور للخارج، ويكون الجزارون بانتظاره، ليتم تقطيع لحمه ثم يباع.
تمارس مصارعة الثيران في العديد من دول العالم للأسف الشديد كلها في دول متقدمة حقوقيا وديمقراطيا وإنسانيا، على رأسها إسبانيا (التي يوجد بها أكثر من 400 حلبة لمصارعة الثيران) والبرتغال وجنوب فرنسا وبعض دول أمريكا اللاتينية منها المكسيك وبيرو وكولومبيا وفنزويلا والإكوادور. إلا أن رياضة مصارعة الثيران بكاليفورنيا هي (بدون إراقة دماء) والأكثر إنسانية وتشويقا.
الجدير بالذكر أن أكبر حلبة لمصارعة الثيران في العالم توجد في المكسيك في مكسيكو سيتي (لا مونيومنتال) التي تستوعب 55 ألف شخص. وفي أسبانيا يُقتل سنويا حوالي 300 ألف ثور من نوع "الثور الإسباني المُعارك"، أما في البرتغال فيشارك حوالي 2500 ثوراً في 300 نزالاً كل سنة.

### الآثار الاجتماعية

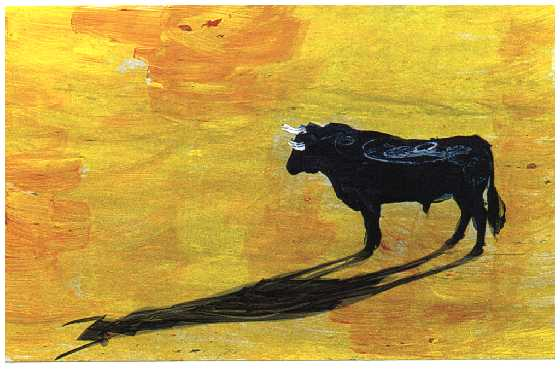
لوحة زيتية تبين الثور في وضع التحفز

أثارت مصارعة الثيران الكثير من ردود الأفعال المضادة الرافضة لها، وخصوصاً من جانب منظمات وجمعيات الرفق بالحيوان ومختلف الناشطين الإنسانيين والحقوقيين ومن الصحافة والإعلام العالمي التي تنظر لهذه الرياضة الشعبية بوصفها تعذيب وحشي وبشع للثيران في الحلبة وقتل لها بطريقة سادية.
وكان التعبير عن ذلك على شكل لوحات فنية ووثائقيات إعلامية وصور ومقالات صحفية ومساهمات فنية وأدبية مختلفة، وعلى شكل مظاهرات مطالبة بوقف ممارسة تلك الرياضة الشعبية القاسية على الثور، فقد كانت مصارعة الثيران تمارس في العديد من دول العالم ومنها الأرجنتين والبرازيل وموزمبيق إلا أنه تم حظرها من أجل وقف التعذيب واحتراما للقيم الإنسانية أمام الطبيعة وسؤولية الدفاع عن حقوق الحيوان. بينما يفضل الكثيرون المحافظة على هذه الرياضة بالعمل على ترقيتها وتطوير أسلوبها على غرار النموذج الأمريكي بكاليفورنيا، أن تكون رياضة مصارعة لثيران في حلبة دون إراقة دماء وتعذيب جسدي دموي سادي في حق الثور المُعارك.